# أوقست فرانز جوسيف كارل ماير
أوقست فرانز جوسيف كارل ماير (بالألمانية: August Franz Josef Karl Mayer)‏ هو عالم تشريح ألماني، ولد في 2 نوفمبر 1787 في شفايبيش غموند في ألمانيا، وتوفي في 9 نوفمبر 1865 في بون في ألمانيا.